# Росія-1
«Росія-1» (рос. Россия-1) — російський державний пропагандистський цілодобовий телеканал. Входить до складу Всеросійської державної телевізійної і радіомовної компанії (ВДТРК). Є одним з джерел поширення російської пропаганди.
Згідно з пресслужбою ВДТРК, в Російській Федерації телеканал є доступним для 117 млн глядачів. Окрім РФ, мовлення поширюється за кордоном — телеканал «РТР Планета» на країни СНД, а також Західну Європу, Близький Схід, США.
Телеканал входить до складу першого мультиплексу російського цифрового телебачення DVB-T2.

## Заборони
Заборонений для ретрансляції на території України, Молдови (з жовтня 2023), також тимчасово заборонений у Латвії.

## Історія
Історія телеканалу розпочинається 4 листопада 1967 року, коли була створена «Четверта програма», що веде мовлення у вечірній час. Телеканал був створений у складі Центрального телебачення — радянської державної організації, що здійснювала всесоюзне мовлення. «Четверта програма» розпочала мовлення в 19.30 репортажем про відкриття нового телецентру «Останкіно».
1 січня 1968 в ефірі вперше з'явилася інформаційна програма «Час». Програма «Час» посіла особливе місце в загальній системі засобів масової інформації, стала найважливішою суспільно-політичною програмою телебачення.
1 січня 1982 телеканал отримує нову назву — «Друга програма». Канал отримує статус загальносоюзної культурно-освітньої, художньої, спортивної програми Центрального телебачення. «Друга програма» дозволила повніше враховувати запити і смаки глядачів. Значне місце в ній займали інформаційні, науково-популярні, музичні, художні, документальні та дитячі передачі.
З 1984 року «Друга програма» отримала ще одну назву — «Другий канал».
6 січня 1985 «Другий канал» провів першу передачу ритмічної гімнастики. З січня 1987 року в ефірі «Другого каналу» головна інформаційна програма країни «Час» стала виходити з сурдоперекладом.
Основний заставкою другої програми була зірка-антена на синьому фоні з рухомими кільцями, що символізують радіохвилі, і підписом внизу «II програма», яка потім змінювалася на «ТВ СРСР». Приблизно в лютому 1988 року заставка була змінена: кола стали нерухомими, зник напис «ТВ СРСР», а фон став світло-блакитним з білим градієнтом.
З 1989 року в РРФСР виношувалася ідея організації Російського республіканського телеканалу. До того часу в усіх союзних республіках, за винятком Росії, існували власні республіканські телеканали. У 1990 році творець передачі «П'яте колесо», народний депутат Верховної Ради РРФСР Белла Куркова запропонувала Голові Верховної Ради Росії Борису Єльцину створити Російське телебачення, у зв'язку з тим, що телеканали Центрального телебачення відбивали точку зору союзних влади. В цей час в країні спостерігалося протистояння між союзними і республіканськими органами влади.
13 липня 1990 постановою Верховної Ради УРСР засновано Державне телебачення і радіо РРФСР. До 15 вересня 1990 року, згідно з цією постановою, Рада Міністрів УРСР і Комітет Верховної Ради РРФСР по засобам масової інформації, зв'язків з громадськими організаціями, масовими рухами громадян і вивченню громадської думки повинні були вирішити питання про право власності на матеріально-технічну базу Другого каналу Центрального телебачення.
14 липня 1990 постановою № 107-1 Президії Верховної Ради РРФСР була утворена Всеросійська державна телевізійна і радіомовна компанія. Голова Ради Міністрів РРФСР Іван Сілаєв сприяв придбанню будівлі для ВГТРК, з якого могло б вестися теле-і радіомовлення.
7 березня 1991 «Другий канал» перейшов в підпорядкування Всесоюзної державної телевізійної і радіомовної компанії. У той же час керівництво каналу обіцяло не менш як 6:00 для мовлення програм виробництва Всеросійської державної телерадіокомпанії, зокрема новинній програмі планувалося надати 2 випуски по 20 хвилин. У зв'язку з опозиційними поглядами колективу республіканської компанії, новий колектив стикався з труднощами, починаючи від неможливості орендувати студію в телецентрі «Останкіно» до ненадання обіцяного ефірного часу для нових програм.
У той же час, не було проблем з набором співробітників на ще неіснуюче «Російське телебачення». Багато телеведучі йшли з Всесоюзної ДТРК на вільний від цензури телебачення. Першим генеральним директором '«Російського телебачення»' став Сергій Підгорбунський. Колектив Всеросійської ГТРК продумував час виходу своїх програм і назва головної новинній передачі. Пропонувалося кілька назв, у тому числі «Російський вісник» і «Вісник». У результаті новинну програму назвали «Вести», а час її виходу призначено на 18:00, а також на 20:00 (за годину до виходу на каналі програми «Час»). Більшість співробітників «Вістей» «Російського телебачення» були колишні співробітники закритій на Центральному телебаченні програми «Телевізійна служба новин». Були створені чотири студії — інформаційна «Вести», публіцистична «Республіка», художня «Лад», розважальна «Артіль».
13 травня 1991 нещодавно призначений на посаду першого заступника голови Держтелерадіо Валентин Лазуткін надав ефірний час для програм Всеросійської держтелерадіокомпанії на «Другому каналі» Держтелерадіо: з 11.35 до 13.35, з 17.00 до 19.00 і з 21.45 до 23.45.
О 17.00 в ефір вийшла програма «Вести». Провідною першого випуску «Вістей» була Світлана Сорокіна. З цього часу на «другий кнопці» виходять в ефір як програми Всесоюзної держтелерадіокомпанії, так і програми Всеросійської держтелерадіокомпанії. Порівняно з програмою «Час», «Вести» стали гострою, короткою, конкретною і оперативної інформаційної програмою. У телеканалу з'явилася нова назва -«РТБ» («Російське телебачення») і перший логотип. Через два тижні телеканал змінив назву на«РТР» («Російське телебачення і радіо»), змінився і логотип.
У серпні 1991 року РТР припинив мовлення в Латвії і був замінений на LTV2 (нині LTV7).
Під час Серпневого путчу 19 серпня 1991 всі передачі Всеросійської ГТРК були скасовані за наказом ГКЧП. Замість запланованих програм транслювався балет «Лебедине озеро». У таємниці від ГКЧП, телеканал «РТР» підпільно організував мовлення на регіони, завдяки чому жителі СРСР побачили спеціальний випуск «Вістей» з «картинкою» подій, що відбуваються в Москві. Студія «Вістей» в «Останкіно» була опечатана, передача записувалася на відеокасету на «Шаболовці», для екстрених ситуацій була підготовлена пересувна студія. ГКЧП блокувало будівлю ВГТРК на Ямській Поле. Підпільне мовлення «РТР» тривало до повної перемоги захисників Білого Дому. Після завершення Серпневого путчу«РТР» за розпорядженням Валентина Лазуткіна передається весь вечір: з 19.00 до 00.00 (замість з 17.00 до 19.00 і 21.45 до 23.45).
16 вересня 1991 «Другий канал» Центрального телебачення був закритий, а виробництво великої частини її передач («Час ділових людей» тощо) були передані ВГТРК. З цього часу телеканал «РТР» стає головним мовником в країні, отримує для мовлення весь вечір. З 30 грудня 1991 програма «Вести» стали виходити тричі на день, а з 20 січня 1992 чотири рази на день. У 1993 році канал двічі змінює логотип.
У лютому 1992 року на частотах РТР на Україна був створений телеканал УТ-2 (нині 1 +1).
У період Політичної кризи 1993 року «РТР» надає слово всім сторонам конфлікту. Під час розстрілу Білого дому директор каналу порушив наказ про ведення трансляції бомбардування в прямому ефірі на той момент, поки на лінії вогню стояли москвичі з метою уникнення виникнення громадянської війни. Після того, як міліція відтіснила городян, «РТР» запустив трансляцію «CNN». У цей час обстріляли будівлю, де розміщувалася студія «Вістей». У дірку, пробиту в будівлі гранатометом, увірвалися озброєні люди, почався обстріл будівлі, виникла пожежа.
Режисерові програми «Вести» Ірині Виноградовій удалося врятувати відзнятий матеріал. Технічному директору Станіславу Буневічу вдалося перевезти управління телемовленням країни в будівлю Всеросійської ГТРК на Ямській Поле. Мовлення каналу відновили, «РТР» був єдиним телеканалом, що залишився в ефірі й показав, як відбуваються події. Мовлення велося в поспіх обладнаній студії на цокольному поверсі при вимкненому світлі. Пізніше в будинку навпроти були виявлені лежання снайперів. За висвітлення подій 1993 року першим заступником Голови Уряду Росії Володимиром Шумейко програмі «Вести» були подаровані камінний годинник.
Показавши важливі події, «Вести» стають найвпливовішою програмою. В цьому ж році Юрій Ростов, Владислав Флярковський та Олександр Гурне були призначені кореспондентами Вістей за кордон, а головним редактором Дирекції інформаційних програм став Олександр Нехорошев.
З 1994 року стала виходити програма-коментар «Подробиці», ведучим якої став політичний оглядач вістей Микола Сванідзе. У жовтні 1995 року на РТР з ОРТ перейшла програма «Іванов, Петров, Сидоров».
У 1996 році Олег Попцов, Анатолій Лисенко, Олександр Підгорбунський та Олександр Нехорошев були звільнені зі своїх посад. Програма «Подробиці» була закрита. Новим Головою Всеросійської державної телерадіокомпанії став Едуард Сагалаєв, Генеральним директором Російського телебачення став Кирило Легат, Головним редактором Дирекції інформаційних програм Російського Телебачення Борис Непомнящий. На каналі з'явилися ряд нових програм — інформаційно-аналітична програма «Дзеркало», ведучим якої став Микола Сванідзе, актуальне інтерв'ю «VIP», ток-шоу «Відкриті новини», ведучими якої стали Едуард Сагалаєв, Світлана Сорокіна та Оксана Найчук, а виробником приватна телекомпанія АТВ.
У 1997 році головою Всеросійської державної телерадіокомпанії став Микола Сванідзе. Програми «VIP» та «Відкриті новини» були закриті, була звільнена ведуча «Вістей» Світлана Сорокіна.
1 листопада 1997 «РТР» змінює назву на «РТР-1», змінився логотип. Причина зміни назви — створення нового телеканалу «РТР-2» (нині «Росія К»).
8 травня 1998 до складу ВГТРК увійшли регіональні телерадіокомпанії. З цього моменту «РТР» мовить на 54 мовах народів Росії, ВГТРК перетворюється в найбільший медіахолдинг Європи. Загальним стає не тільки оформлення каналу, а й редакційна політика.
7 вересня 1998 в ефір вперше вийшов ранковий блок програми «Доброго ранку, Росія!».
8 вересня 1998 «РТР-1» знову змінює назву на «РТР», змінився логотип.
У 2000 році головою Всеросійської державної телерадіокомпанії став колишній генеральний директор НТВ Олег Добродєєв. Канал покинули Анастасія Дадико, Сергій Дадико (перейшли на ТВЦ), Ольга Кукурекин (перейшла на ОРТ). При цьому разом з Добродєєвим з НТВ на канал прийшли Олена Масюк, Аркадій Мамонтов, Євген Ревенко та Михайло Антонов. Була закрита програма «Вести в суботу». Також на канал перейшли Петро Шепотинник та Станіслав Кучер з ТВ-6.
З вересня 2001 року щотижневої інформаційно-аналітичною програмою Російського телебачення стає «Вести недели» провідним яким стає Євген Ревенко. Програма «Дзеркало» стало виходити в суботу після восьмигодинних вечірніх вістей. Також, в 2002 році на РТР з НТВ перейшов Олександр Хабаров. У 2002 році директором Дирекції інформаційних програм Російського телебачення став Володимир Кулістіков.
11 вересня 2001 в нічному ефірі РТР був проведений експериментальний ефір європейського новинного каналу EuroNews, який з 2 жовтня 2001 року почав мовити в ранковий і нічний час каналу «Культура» (де до цього мовив MTV). З 17 березня 2003 по грудень 2007 року в нічному ефірі каналу з логотипом «Росії» здійснювалася трансляція EuroNews.
15 вересня 2001 змінюється логотип каналу. З цього дня у всіх каналів ВГТРК загальні логотипи. Також, з 15 вересня 2001 року перед інформаційними програмами стали з'являтися традиційні годинник кремлівських курантів, в інших заставках акцент також робився на державну символіку. Автори — колишній головний дизайнер НТВ Семен Левін і студія «телеательє».
У лютому 2002 року генеральний директор РТР Олександр Акопов залишив займану посаду, замість нього гендиректором каналу став Антон Златопольський. За даними «Известий», Акопов покинув канал через конфлікт з головою ВГТРК Олегом Добродєєвим. Відразу після приходу на посаду новий керівник почав реформу всієї сітки мовлення, починаючи з ранкового ефіру.
1 липня 2002 для трансляції передач за межами Росії почав мовлення телеканал «РТР-Планета».
1 вересня 2002 телеканал отримав назву «Росія», змінився логотип. Як писав журнал «Кольоровий телевізор» нову назву (телеканал «Росія») звучить більш значуще, ніж абревіатура РТР.
8 вересня 2002 на каналі «Росія» вперше вийшла програма «Спеціальний кореспондент».
З 1 вересня 2007 року на каналі «Росія» транслюються передачі колишнього каналу «Бібігон». З вересня 2007 по вересень 2008 року під час даних передач логотип телеканалу «Росія» адаптувався під логотип Бібігону.
1 липня 2008 для трансляції передач на території Білорусі розпочав роботу телеканал РТР-Білорусь.
24 грудня 2008, після програми «Вести +» канал змінив логотип.
1 квітня 2009 в день 200-річчя письменника Миколи Гоголя і в зв'язку з виходом в прокат фільму «Тарас Бульба» канал на один день замість напису «Росія» в логотипі і заставках відобразив назву фільму.
1 січня 2010 канал отримує назву Росія-1, змінився логотип.
З 15 березня 2012 логотип каналу Росія-1 трохи змінений, в логотипі змінений шрифт напису РОССИЯ.
31 січня 2019 року канал заборонили на три місяці в Латвії за розпал ненависті до українців.
8 лютого 2021 року канал заборонили для трансляції на один рік у Латвії через мову ворожнечі щодо України та Петра Порошенка.
18 березня 2021 youtube-акаунт «Весті-Крим», присячений тимчасово окупованим РФ територіям України, було заблоковано на тиждень з попередженням до 15 червня 2021. Причиною тимчасового блокування стала публікація 21 квітня 2019 року запису «От хто в шані в Україні: Відео злочинів фашистів Waffen SS проти народу СРСР».

## Логотип
- Телеканал змінив 10 логотипів. Нинішній 11-й за рахунком.

1 січня 1991 по 31 грудня 1991
З 1 січня 1992 по 31 грудня 1993
З 1 січня 1994 по 13 грудня 1998
З 14 грудня 1998 по 14 вересня 2001
З 1 вересня 2002 по 23 грудня 2008
З 24 грудня 2008 по 31 грудня 2009
З 15 березня 2012 шрифт в написі "РОСІЯ" змінений
З 15 березня по 30 вересня 2012
1 жовтня 2012 — теперішній час

## Кінопроєкти
Телеканал брав участь у виробництві та просуванні кількох гучних російських серіалів і фільмів:
- «Бригада» (2002)
- «Ідіот'» (2003)
- «Бій з тінню» (2005)
- «Остров» (2006)
- «Ми з майбутнього» (2008)
- «Стиляги» (2008)
- «Тарас Бульба» (2009)
- «Кандагар» (2010)
- «Ялинки 2» (2011)
- «Бригада 2: Спадкоємець» (2012)

## Телеведучі каналу
- Агапкин, Сергій
- Басков Микола Вікторович
- Бегак Олексій
- Біла Анастасія (Вести)
- Брильов Сергій Борисович
- Брикін Павло (Весті. Чергова частина)
- Виходцева Олена Ігорівна (Вести)
- Галкін Максим Олександрович
- Голуб Марина Григорівна
- Голубєв Олександр (Вести)
- Губернієв Дмитро Вікторович
- Гуревич, Олександр Віталійович
- Довлатова Алла Олександрівна
- Дубовицька Регіна Ігорівна
- Ємельянов Роман
- Жванецький Михайло Михайлович
- Зав'ялов Владислав
- Заріф Саліма (Вести)
- Затєвахіна Іван Ігорович
- Калініна Марина Сергіївна (Вести)
- Кім Марина (Вести)
- Кисельов Дмитро Костянтинович
- Кожевін Ігор (Вести)
- Кондрашов Андрій Олегович (Вести)
- Куваєва Ірина (Вести)
- Кузічев Анатолій
- Курбангалеева Фарида (Вести)
- Лазарєва Тетяна Юріївна
- Тутта Ларсен
- Лисенков Олексій Миколайович
- Максимов Андрій Маркович
- Мамонтов Аркадій Вікторович
- Мацкявічюс Ернест Гедревіч (Вести)
- Митрофанова Маргарита
- Муромцева Ірина
- Олейников Ілля Львович
- Пермякова Світлана Юріївна
- Перова Олена
- Петров Андрій
- Петров Едуард
- Петрова Тетяна (Весті. Чергова частина)
- Поліцеймако Михайло Семенович
- Поляков Олексій
- Ревенко Євген Васильович
- Ремезова Світлана (Вести)
- Рогаткін Олександр
- Савельєв Ілля
- Сванідзе Микола Карлович
- Соболєв Борис
- Соловйов Володимир Рудольфович
- Сіттель Марія Едуардівна (Вести)
- Спиридонова Дарина
- Стоянов Юрій Миколайович
- Тарасова Віра (Вести)
- Тонконог Олег
- Федорова Оксана Геннадьевна
- Фролов Олексій Олександрович
- Чередов Денис (Весті. Чергова частина)
- Чорнобровіна Анастасія
- Шароградскій Аркадій (Вести)
- Шелест Ольга Володимирівна
- Шуйгін Яків (Весті. Чергова частина)

На даний час анонси каналу озвучує Олександр Клюквин.

### Ведучі та співробітники минулих років
У творчому колективі каналу в різний час працювали такі відомі люди:
- Юхим Александров
- Ксенія Алфьорова
- Олександр Архангельський
- Михайло Борисов
- Михайло Боярський
- Олена Валюшкина
- Артем Варгафтік
- Наталія Варлей
- Ігор Васильков
- Тетяна Ведєнєєва
- Сергій Возіанов
- Лілія Блум-Макарова
- Матвій Ганапольський
- Ніка Ганич
- Євген Гінзбург
- Інна Чуркіна
- Катерина Григорова
- Володимир Грамматиков
- Борис Грачевський
- Олександр Гурне
- Михайло Дегтяр
- Дмитро Дібров
- Володимир Довгань
- Сергій Доренко
- Олег Жолобов
- Анастасія Заворотнюк
- Антон Зайцев
- Валерій Закутський
- Кирило Іванченко
- Сергій Капіца
- Андрій Караулов
- Євген Кисельов
- Михайло Кожухов
- Валерій Коміссаров
- Антон Комолов
- Катерина Коновалова
- Борис Корчевніков
- Ліка Кремер
- Борис Крюк
- Петро Кулешов
- Володимир Лебедєв
- Ольга Максимова
- Володимир Маркін
- Лоліта Мілявська
- Сергій Мінаєв
- Леонід Млечин
- Марина Могилевська
- Володимир Молчанов
- Олександр Мохов
- Оксана Найчук
- Юлія Началова
- Юрій Ніколаєв
- Ігор Овелько
- Ігор Прокопенко
- Кіра Прошутінська
- Андрій Пучков
- Борис Репетур
- Едуард Сагалаєв
- Гліб Скороходов
- Аліка Смєхова
- Світлана Сорокіна
- Олена Старостіна
- Ксенія Стриж
- Юрій Стицковський
- Валерій Сюткін
- Світлана Тимофєєва-Летуновська
- Фекла Толстая
- Олена Турубара
- Ігор Угольников
- Іван Ургант
- Олег Філімонов
- Владислав Флярковський
- Микола Фоменко
- Віктор Бертьє
- Дмитро Харатьян
- Дмитро Хаустов
- Олександр Цекало
- Юрій Чиркинян
- Олександр Шашков
- Петро Шепотинник
- Ігор Шестаков
- Сергій Шолохов
- Сергій Шустицький
- Олена Яковлева
- Леонід Ярмольник
- Ольга Скабєєва

### Ведучі та співробітники, що пішли з життя
- Віталій Вульф
- Володимир Турчинський
- Зеленський Михайло
- Михайло Євдокимов
- Іван Диховічний

## Керівники

### Генеральні директори
- Сергій Підгорбунський (1991—1996)
- Кирило Легат (1996)
- Олександр Акопов (1997—2002[27])
- Антон Златопольський (з 2002 року)

### Головні редактори
- Олександр Акопов

### Генеральні продюсери
- Олександр Акопов (1997—2002)
- Павло Корчагін (2002—2003)
- Василь Григор'єв (2003[28])
- Сергій Шумаков (з 2003[29])

### Головні режисери
- Іван Диховічний (1998—2000[30])

## Критика
- Фільм цього каналу «Велика таємниця води» викликав величезний резонанс у суспільстві, численні суперечки й критику представників Російської православної церкви, що звинуватили творців в окультному та езотеричному змісті, що видається за науку, а також у дезорієнтації віруючих[31][32]. Георгій Белодуров зазначив, що більшість «академіків», які беруть участь у фільмі, є академіками Російської академії природничих наук, яка не належить до Російської академії наук.
- Комісія з боротьби з лженаукою Російської академії наук вкрай різко відгукнулася про фільм. В бюлетені комісії зазначається:

 У квітні 2006 р. телеканал «Росія» показав майстерно знятий фільм «Велика таємниця води», який інакше як пасквілем на світову науку назвати не можна.

Наприкінці 2006 р. фільм отримав три премії «ТЕФІ». Тим самим телевізійних справ майстра переконливо продемонстрували, що для них найголовніше — рейтинг, навіть якщо він досягається ціною грубого обману. А те, що при цьому абсолютно безсоромно зневажається наука, що людям нав'язуються середньовічні уявлення, організаторам преміального балагану байдуже …
- У березні 2011 протоієрей В'ячеслав (Пушкарьов), зав. місіонерським відділом Іркутської єпархії Російської Православної Церкви, дав оцінку позиції телеканалу в освітленні конфлікту в Лівії:  … два місяці тому Каддафі був надійним партнером Росії, тепер він став «диктатором» і «вбивцею власного народу». Яка метаморфоза! При всьому цьому очевидний однобокий підхід до висвітлення проблеми. Наші телеканали обрали для себе лінію наслідування західним ЗМІ … Виходить, що наші журналісти і редактори є прихильниками заколотів і державних переворотів і їм начхати на конституційний лад?.. Наші центральні ЗМІ пішли на поводу у політики і, порушуючи основні норми журналістської етики, показали всьому світу і нам найвищий рівень свого власного непрофесіоналізму і заангажованості. Адже вони безсовісним чином стали використовувати методику подвійних стандартів у своїй «роботі» … Чи знайдуть наші ЗМІ, а особливо канал Росія і Перший канал, в собі сили і рішучість зізнатися в нечесності і попросити вибачення у лівійського народу та його лідера? Сумніваюся. — Мерзенна ситуація, крім того вони позбавили нашу країну величезних грошей в Лівії, виражених у величезних відбулися контрактах, і при цьому ні копійки за це не заплатять. Так просто пропустити повз вуха цю брехню не можна … завтра вони [телеканали] будуть підбурювати до заколотів і вбивств вже наш власний народ, а наше уряд будуть називати злими словами, обливаючи його брудом, як вони це роблять зараз з Муаммаром Каддафі.

— Об информационной войне, развязанной против Ливии и ливийского лидера // voskres.ru : сайт.(рос.)
- Під час демократичних подій «Євромайдану» російський телеканал «Росія-1» прийняв активну позицію на дезінформацію подій в Україні.

## Цікавий факт
- У 2008 році, після трансляції переможних для росіян матчів футбольного Кубка УЄФА «Зеніт» — «Рейнджерс», фіналу Чемпіонату світу з хокею Росія-Канада, фіналу Ліги Чемпіонів в Лужниках, Чемпіонату Європи з футболу 2008 року за участю російської збірної (права на їх трансляції спочатку мав дочірній телеканал «Спорт», але через те, що цей телеканал приймався не у всіх регіонах Росії, трансляції перейшли на другий канал), конкурсу пісні «Євробачення-2008» і Суперкубка УЄФА за участю «Зеніту», телеканал в народі отримав прізвисько «Фартовий»[33].